# 115 (číslo)
Sto patnáct je přirozené číslo, které následuje po čísle sto čtrnáct a předchází číslu sto šestnáct. Římskými číslicemi se zapisuje CXV.

## Matematika
- deficientní číslo
- bezčtvercové celé číslo
- příznivé číslo
- v desítkové soustavě nešťastné číslo

## Chemie
- 115 je protonové číslo moscovia; stabilní izotop s tímto neutronovým číslem nemá žádný prvek; a také nukleonové číslo běžnějšího z obou přírodních izotopů india (tím méně běžným je 113In) a nejméně běžného přírodního izotopu cínu[1]

## Geografie
- Nejnižší bod České republiky, odtok Labe z ČR v Hřensku, má nadmořskou výšku 115 m[2]

## Kalendář
- Stopatnáctým dnem kalendářního roku je 25. duben (v přestupném roce 24. duben)

## Roky
- 115
- 115 př. n. l.